# 王景岐
王景岐（Wang King-Ky，1882年3月13日—1941年8月25日），原名王慶驥，字石荪，号流星，福建省闽县 (今福州）人，中华民国外交官、政治家、学者，中国禁烟运动领袖之一。

## 生平

### 王氏外交世家
王景岐之父王福昌（字幼石），船政前學堂第二屆畢業，留學法國，專習硝藥。1886年回國，任馬尾船政局法文翻譯，惜不永年。王福昌之弟,即王景岐叔父王壽昌（字子仁，號曉齋，1864－1926）為福州馬尾船政前學堂製造班第三屆畢業生，1885年4月以優異成績被選送法國巴黎大學，攻讀法律兼修法文。6年學習期間，他考試成績名列前茅。1891年畢業回國。先任母校馬尾船政學堂任法文教師，後到天津洋務局，任奉天軍署翻譯。1898年清政府創辦京漢鐵路，向法國借款。1911年王壽昌被調為會辦任總翻譯。鐵路建成後，王壽昌調任湖北交涉使漢陽兵工廠總辦（廠長），特為湖廣總督張之洞所器重。後充經理各國事務衙門章京及三省鐵路學校校長。民國元年（1912年）春，王壽昌回福州，任福建省交涉司司長，負責對外交涉事務。在任13年中，他工作認真負責，每與外國人來往，皆無損國體。後被人排擠，復任馬尾船政局法文教師。王壽昌曾與林紓聯手翻譯《巴黎茶花女遺事》。
出身外交世家的王景岐早年入武昌自强學堂法文班。1900年（光緒26年），赴法國学习政治学。1903年（光緒29年）归国，任京漢铁路秘書。1908年（光緒34年）再度赴法国留学，入巴黎政治学院，并任中国駐法国公使館翻译。1910年，自巴黎政治学院毕业，随后入英国的牛津大学学习国際法。
中華民国成立後的1912年（民国元年），王景岐归国，任北京政府農林部編纂。1914年（民国3年），历任外交部主事、憲法研究会調査員、外交部佥事。同年4月，兼任華洋訴訟会委員、華洋訴訟会秘書处秘書。翌年6月，任外交部参事。同年9月，在恰克图召开中国、俄国、外蒙古三方参加的恰克图会議，王景岐任中国方面的参赞。1916年（民国5年），兼任北京大学法科講師。1917年（民国6年），任中国駐意大利公使館二等秘書。翌年12月，在法国举行巴黎和会，王景岐为中国代表团参事。1920年（民国9年）1月，王景岐归国，任外交部和約研究会会員、司法部法権討論会会員。同年，担任中德通商条約締結委員。1921年5月20日，中国与德国双方在《中德协约》上签字，该协约取消了德国在华特权。

### 駐比利時公使

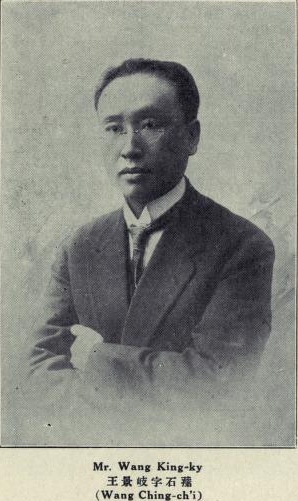
《中国名人录（第三版）》中的王景岐照片

1921年（民国10年）8月2日，王景岐被北京政府任命为中国驻比利时全权公使。1926年10月，《中比通商条约》及通商章程、海关税则到期，北京政府要求改订新约，由此启动“修约”。王景岐随时将比利时方面的动向告知北京政府，协助交涉进行。1927年3月19日，在北京政府欠薪20个月后，王景岐随同其他中国驻外公使一道回国索薪。1928年，王景岐返回任所，成为南京国民政府派出的驻比利时公使。

### 禁毒事业
1923年、1927年，王景岐先后被北京政府派为中国出席国際联盟大会全权代表。1928年7月24日，王景岐等人又被南京国民政府派为中国出席国際联盟大会代表。1928年11月，王景岐被任命为中国出席国际联盟鸦片会議全权代表，充任国际联盟禁烟顾问委员会委员、万国红十字会代表。
1924年，王景岐与中国国内人士合作在上海成立了由30多个团体联合组成的“中华国民拒毒会”。1928年11月11日，王景岐支持妻子在比利时发起成立“海外拒毒后援会”。正在欧洲游历的中国佛教高僧释太虚也参加了海外拒毒后援会的成立大会。1928年12月26日，在国际联盟禁烟顾问委员会会议召开前，王景岐致电中华国民拒毒会及各个商会，呼吁在虎门销烟旧址为林则徐铸像立碑，倡议全社会开展纪念活动，并提议以1929年6月3日虎门销烟70周年纪念日为契机，设立“6.3”禁毒日。
1929年1月25日，国际联盟禁烟顾问委员会开会，讨论荷兰鹿特丹那尔登工厂贩卖毒品事件。毒品来源国瑞士称，责任不应全由瑞士承担，英属印度代表袒护瑞士。会议报告显示，这些毒品的最终流向为中国。王景岐在会上发言称：“日本及欧洲有殖民地之各国，不肯放弃不平等条约，致令中国不能杜绝鸦片私运，铲除烟毒。”王景岐“英日毒害中国人民”的这一发言在会场引起激烈争论，英国、日本代表要求自会议记录中删除王景岐的政治言论，日本代表甚至提出抗议，指王景岐“非难日军和日本政府”。王景岐则指出，“目前制度使管理毒品贸易为不可能，故造成中国现状者，实此制度也”，“中国如不能得自由发言，何必仍为联盟会会员”。最终，王景岐的发言被载入会议记录。王景岐还提议，将林则徐“6.3”焚烧鸦片日定为国际禁烟日，获得与会各国赞同。

### 病逝任上
1929年（民国18年）3月，王景岐被免去驻比利时公使职务，随后返回中国。此时，他获得鲁汶天主教大学授予政治学、社会学名誉博士。1929年10月4日，王景岐在“杭州市各界拒毒运动宣传大会”上，发表题为《政府与民众应一致努力拒毒》的演讲。同年12月，任国立劳动大学校長。此後，历任華北政治委員会顧問、中華国民拒毒会主席、外交部条約委員会副委員長。1932年（民国21年）1月，获聘为国難会議会員。
1936年（民国25年）5月19日，王景岐被任命为中国駐瑞典兼驻挪威全权公使，乃赴任。1937年春，国民政府特使孔祥熙出访欧美以争取外援，王景岐配合其开展借款活动。1938年10月21日，王景岐被调任駐波兰全权公使，同年12月14日王景岐到任。1939年9月，德国入侵波兰，王景岐及中国驻波兰公使館16名馆员和百余名华侨躲藏在地窖中21天，方才撤离华沙，王景岐经德国转道丹麦赴比利时。1939年11月5日，王景岐接到南京国民政府的电报，命其在比利时首都布鲁塞尔待命。由于劳累，王景岐生病。此时德国又入侵西欧，王景岐携家人经法国赴瑞士避難。1940年10月，转移至瑞士日内瓦继续待命。1941年8月25日，王景岐在公使任上于日内瓦病逝。享年60岁（满59歳）。他是第一位在任上殉职的中华民国驻外公使。

## 著作
- 《流星集》
- 《椒園詩稿》
- 《不平之鳴》
- 《中國通商史及通商條約》